# Ismael Pereda
Ismael Pereda (Lima, Departamento de Lima, Perú, 18 de enero de 1982) es un exfutbolista peruano. Jugaba de mediocentro defensivo y tiene 43 años.

## Clubes
| Club                  | País | Año       |
| --------------------- | ---- | --------- |
| Deportivo Aviación    | Perú | 2000      |
| Unión Minas           | Perú | 2001      |
| Encapuchados FC       | Perú | 2001      |
| Deportivo Wanka       | Perú | 2002      |
| Dos de mayo FC        | Perú | 2002      |
| La Peña Sporting      | Perú | 2003      |
| Deportivo Wanka       | Perú | 2004      |
| Deportivo Municipal   | Perú | 2005      |
| FBC Melgar            | Perú | 2006      |
| UTC                   | Perú | 2007-2008 |
| Sport Águila          | Perú | 2009      |
| Inti Gas              | Perú | 2010      |
| Diablos Rojos         | Perú | 2010      |
| Franciscano San Román | Perú | 2011      |
| Juventud Ticlacayán   | Perú | 2012      |
| Sport Victoria        | Perú | 2013-2014 |
| Carlos A. Mannucci    | Perú | 2015-2016 |